# De stora sjöäventyren från Forum
De stora sjöäventyren från Forum är en bokserie (Libris 131617) med sjöäventyr från Forum bokförlag.
| Författare                           | Titel                                                   | Originaltitel                                                                       | Utgivningsår |
| ------------------------------------ | ------------------------------------------------------- | ----------------------------------------------------------------------------------- | ------------ |
| Charles Nordhoff & James Norman Hall | Myteriet på Bounty (3 vol)                              |                                                                                     | 1975         |
| C.S. Forester                        | Kadett Hornblower                                       | Mr. Midshipman Hornblower                                                           | 1975         |
| C.S. Forester                        | Löjtnant Hornblower                                     | Lieutenant Hornblower                                                               | 1975         |
| C.S. Forester                        | Hornblower på Hotspur                                   | Hornblower and the Hotspur                                                          | 1975         |
| C.S. Forester                        | Hornblower på Atropos                                   | Hornblower and the Atropos                                                          | 1975         |
| C.S. Forester                        | Order och kontraorder                                   | The happy return                                                                    | 1975         |
| C.S. Forester                        | Ett linjeskepp                                          | A ship of the line                                                                  | 1975         |
| C.S. Forester                        | Triumf                                                  | Flying colours                                                                      | 1975         |
| C.S. Forester                        | Kommendör Hornblower                                    | The commodore                                                                       | 1975         |
| C.S. Forester                        | Hornblower i Västindien                                 | Hornblower in the West Indies                                                       | 1976         |
| C.S. Forester                        | Lord Hornblower                                         | Lord Hornblower                                                                     | 1976         |
| C.S. Forester                        | Hornblower och hans samvete                             | Hornblower and the crisis, Hornblower and the widows McCool samt The last Encounter | 1975         |
| William Dale Jennings                | Sarah Diamond, barken som inte ville sjunka             | The sinking of Sarah Diamond                                                        | 1976         |
| Alexander Kent                       | Vi styr mot äran: ett äventyr med Richard Bolitho       | To glory we steer                                                                   | 1976         |
| Alexander Kent                       | Formation: Slaglinje!: ett äventyr med Richard Bolitho  | Form line of battle!                                                                | 1977         |
| Alexander Kent                       | Kunglig fartygschef: ett äventyr med Richard Bolitho    | Command a king's ship                                                               | 1977         |
| Alexander Kent                       | Korvetten Sparrow : ett äventyr med Richard Bolitho     | Sloop of war                                                                        | 1977         |
| Alexander Kent                       | Bolitho och piraterna : ett äventyr med Richard Bolitho | Passage to mutiny                                                                   | 1977         |
| Alexander Kent                       | Signal: Närstrid!: ett äventyr med Richard Bolitho      | Signal - Close action!                                                              | 1978         |
| Alexander Kent                       | Fiende i sikte: ett äventyr med Richard Bolitho         | Enemy in sight!                                                                     | 1978         |
| Alexander Kent                       | Flaggkaptenen: ett äventyr med Richard Bolitho          | Flag captain                                                                        | 1978         |
| Alexander Kent                       | Kusteskader: ett äventyr med Richard Bolitho            | The Inshore Squadron                                                                | 1978         |
| Showell Styles                       | H.M.S Diamond Rock                                      | H.M.S Diamond Rock                                                                  | 1980         |
| Showell Styles                       | Fartyg tvåhundranittio - Alabama                        | Number Two-Ninety                                                                   | 1979         |
| Kenneth Roberts                      | Kapten Försiktig                                        | Captain Caution                                                                     | 1978         |
| C. Northcote Parkinson               | Kaparen                                                 | Devil to pay                                                                        | 1978         |